# Nakagawa (Tochigi)
Nakagawa (jap. 那珂川町 Nakagawa-machi) – miasto w Japonii, na wyspie Honsiu, w prefekturze Tochigi. Według danych na rok 2020 miejscowość zamieszkiwało 15 215 mieszkańców , a gęstość zaludnienia wyniosła 78,9 os./km².